# Diobelonella
Diobelonella — рід мохів родини Aongstroemiaceae.

## Поширення
Батьківщиною є Європа, Північна Америка, Азія, Нова Гвінея.

## Види
Види:
- Diobelonella palustris (Dicks.) Ochyra
- Diobelonella rotundata (Broth.) Schäf.-Verw., Gerh. Winter & K.Y. Yao